# Duifmot
De duifmot (Swammerdamia pyrella) is een vlinder uit de familie van de stippelmotten (Yponomeutidae). De spanwijdte van de vlinder bedraagt 10 tot 13 millimeter. Het vlindertje komt verspreid over Europa, Noord-Amerika en Japan voor.

## Waardplanten
De waardplanten van de duifmot zijn meidoorn, appel, peer en kers. De rupsen leven in een spinsel op het blad.

## Voorkomen in Nederland en België
De duifmot is in Nederland en in België een vrij algemene soort, die verspreid over het hele gebied kan worden gezien. De soort kent twee generaties, die vliegen van eind april tot augustus.